# LEVEL-C
『LEVEL-C』（レベル-シー）は、葵二葉&紅三葉による日本のBL漫画作品。及びそれを原作としたOVA、ドラマCDも発売されている。サブタイトルは「快楽の方程式」。

## あらすじ
高校生モデルの篠原みづきは、ある夜、住所
不定のサラリーマン・本城一臣と出会い、
同居することに。
やがて会社の営業部から宣伝部に返り咲くことになる一臣だったが、ライバル会社の選んだモデルはみづきだった。

## 登場人物
篠原みづき（しのはら みづき）
声優：石田彰
本城一臣（ほんじょう かずおみ）
声優：三木眞一郎、少年時代：江沢昌子
篠原実（しのはら みのる）
声優：子安武人
五百羅春の（いおろい はるの）
声優：深見梨加
一臣の母
声優：くればやしたくみ

## OVA
『快楽の方程式 LEVEL-C』（かいらくのほうていしき レベル-シー）のタイトルで、1994年7月14日にケイエスエスからVHSで発売されたあと、再編集版が2005年3月25日にDVDで発売された。

### キャスト
- 篠原みづき - 石田彰
- 本城一臣 - 三木眞一郎
- 篠原実 - 子安武人
- 五百蔵春の - 深見梨加
- 女 - 吉田美保
- 一臣の母 - くればやしたくみ
- 一臣（少年時代） - 江沢昌子
- カメラマン - 古田信幸
- 課長 - 石井康嗣
- 社員 - 堀本等
- 女性社員 - 本井英美

### スタッフ
- 原作 - 葵二葉・紅三葉（『快楽の方程式 LEVEL-C』青磁ビブロス刊）
- 企画 - 本橋孝夫
- プロデューサー - 望月健
- プロデューサー補 - 網島まさみ
- 制作プロデューサー - 川崎とも子
- 制作プロデューサー補 - 山崎南海子
- 監督・絵コンテ - 山口頼房
- キャラクターデザイン・作画監督・ED作画 - 中山由美
- 動画チェック - 河野隆子、荻野信子、斉藤和也
- 美術監督 - 根先知恵子、加藤浩
- 美術設定 - 平沢晃弘
- 色設定 - 横尾淳子
- 特殊効果 - 阿部郷（グレル工房）
- 撮影監督 - 大瀧勝之
- 編集 - 正木直幸、小峰博美
- 音響監督 - 藤山房伸
- 音楽 - 白石公彦
- 音楽プロデューサー - 原田宗一郎
- 制作担当 - 八木充夫
- アニメーション制作 - J.C.STAFF
- 製作 - SUPER BBC VIDEO プロジェクト

### 主題歌
「ふたりきりの永遠」
作詞 - RISA / 作曲 - 水島康宏 / 編曲 - 多田光裕 / 歌 - 水島康宏

## ドラマCD
- LEVEL-C 快楽の方程式（1995年9月1日発売、アニメイトフィルム） - 下記の「II」と共に2枚組みで『LEVEL-C 2 in 1』として再販。
- LEVEL-C 快楽の方程式 II（1997年1月31日発売、アニメイトフィルム） - 上記の1作目と共に2枚組みで『LEVEL-C 2 in 1』として再販。
- LEVEL-C 快楽の方程式 III（2000年10月25日発売、マリン・エンタテインメント）
- LEVEL-C 2 in 1（1998年12月16日発売、バンダイ・ミュージックエンタテインメント）
  - 【復刻版】（2000年3月23日発売、マリン・エンタテインメント）
- SE SPRING COLLECTION　TOKYO GUARDIAN＆LEVEL-C（1996年08月21日発売、バンダイ・ミュージックエンタテインメント）
  - 【復刻版】（2000年3月23日発売、マリン・エンタテインメント）
- SE SPECIAL COLLECTION　LEVEL-C,WEST END＆G2（1998年02月21日発売、バンダイ・ミュージックエンタテインメント）
  - 【復刻版】（2000年3月23日発売、マリン・エンタテインメント）
- NEXUS 佐野真砂輝&わたなべ京DEBUT 10th ANNIVERSARY EVENT LIVE（2000年2月23日発売、マリン・エンタテイメント）